# Tőzsér-posta
Tőzsér-posta – Gyergyószentmiklós, majd Csíkszereda székhellyel 1970-től működő könyvterjesztő hálózat. Elnevezése Beke Györgytől származik, létrehozója Tőzsér József volt, aki 1969–76 között a Fogyasztási Szövetkezetek Szövetségének gyergyószentmiklósi részlege keretében megszervezte a romániai (főképp a magyar) könyvkiadás termékeinek postai rendelés útján való országos terjesztését.

## 1969–1976 közt
Működésének első, gyergyószentmiklósi szakasza egybeesett a romániai könyvkiadás egész rendszerének 1969 végi átszervezésével, s az új kiadói struktúrából adódó lehetőségeket már széles körben kihasználhatta. Hargita megyében falusi könyvesbolthálózatot hozott létre, ugyanakkor a Megyei Művelődési Tanács és akkori szakirányítója, Burus János segítségével, az évente február hónapban megrendezett falusi könyvhónap keretében az új könyvek számos szerzőjével író-olvasó találkozók sorát kezdeményezte és bonyolította le. Mindezzel jelentős mértékben megemelte a könyv iránti érdeklődést: míg 1970-ben a megyében még 4,11 lej volt az egy főre eső vásárlás, csak e könyvterjesztő hálózat keretében 1972-re ez a szám már 54 lejre, 1974-re pedig 123,80 lejre nőtt, amely eredményben jelentős része volt többek között a könyvterjesztő részleg akkori munkatársainak (Bernáth Józsefnek, Ferencz Rozáliának, Márton Jánosnak).

## 1976–1989 közt
1976-ban – egy mondvacsinált „sikkasztási per” miatt reá kirótt hat hónapos ítéletet követően – Tőzsér József áthelyezését kérte az Állami Könyvterjesztő Vállalat Hargita megyei kirendeltségéhez, s ennek keretében, Csíkszereda székhellyel folytatódott a postai könyvterjesztés is. Abban az időszakban évente 1000–1500 könyvcsomagot postáztak a megrendelőknek. A rendszernek különösen azokon a vidékeken volt jelentősége, ahol magyar könyvesbolt (vagy magyar könyveket is forgalmazó egység) nem volt: a szórványokban. A Zsil-völgyébe (Petrozsény, Petrilla, Urikány), a moldvai csángó vidékre (Bákó, Ónfalva, Klézse, Pusztina), Désre vagy Dévára az ott élő magyar értelmiségen keresztül abban a két évtizedben rendszeresen eljutottak az újonnan megjelent hazai magyar könyvek.
Az akkor Bakó László igazgató vezette Hargita Megyei Könyvterjesztő Vállalat jelentős eredménye volt új könyvesboltok megnyitása (nemegyszer építése) a megyében. Abban az időben jött létre a csíkszeredai Könyváruház, Gyergyószentmiklóson a Virág negyedi, Székelyudvarhelyen a Bethlen utcai könyvesbolt.
Szerepe volt a Tőzsér-posta rendszere révén elért eredményeknek abban is, hogy – az akkori megkötöttségek ellenére – intézményes kapcsolatokat sikerült kiépíteni a magyarországi könyvterjesztés szakembereivel (elsősorban Zöld Ferenccel és Domokos Jánossal, az Európa Könyvkiadó igazgatójával), ami a magyarországi könyvtermés hazai forgalmazásának eredményeiben, kiadóközi kapcsolatok kiépítésében is megmutatkozott. Az OSZK könyvkeresőjegyzéke alapján, a Vekerdi József vezette Nemzetközi csereosztály útján igen nagyszámú erdélyi könyv került az OSZK-ba, ugyanakkor a nyári hónapokban Erdélybe látogató egyetemistákon keresztül, illegálisan, fontos – de a hivatalos tiltólistákon szereplő – művek (Orbán Balázs: A Székelyföld leírása új kiadása; Erdély története, stb.) jutottak el hazai kutatókhoz, közéleti emberekhez.
A Hargita Megyei Könyvterjesztő Vállalatnak jó kapcsolatai voltak más megyék magyar könyvkereskedőivel: Kovászna megyében Csurulya László, Maros megyében Gál Sándor, Kolozsváron Keresztes Zoltán, Zilahon Kiss József könyvterjesztőkkel. Egyik-másik helyen szintén megkísérelték a Hargita megyeihez hasonló postai könyvküldő szolgálat megszervezését, azonban kevés sikerrel.

## 1989 után
Az 1989-es romániai forradalom után a Tőzsér-posta is újraindult: az 1990-es évek elején még jelentős volt a magyarországi könyvek behozatala és az új romániai magyar könyvtermés kivitele. Aztán a kereskedelmi alapokra váltó könyvterjesztés olyan új helyzetet teremtett, amelyben korábbi tevékenysége nem volt folytatható.